# L'orso (gruppo musicale)
L'orso è stato un gruppo musicale indie pop italiano nato nel 2010 a Ivrea ad opera di Mattia Barro e attivo fino al 2016.

## Storia
L'orso è un progetto che nasce nel 2010 a Ivrea dove, per mano di Mattia Barro, nascono le prime canzoni e, nel febbraio 2011, il primo EP autoprodotto, L'adolescente. Nel luglio dello stesso anno inizia la collaborazione con la Garrincha Dischi che invita L'Orso a partecipare alla compilation Il Cantanovanta con la cover di Serenata Rap di Jovanotti e nel novembre dello stesso anno la stessa etichetta produce il secondo EP, La provincia, e ristampa L'adolescente EP. 
All'inizio del 2012 L'orso prende parte a un'altra compilation di Garrincha Dischi, Il Calendisco, con la cover di Luglio di Riccardo Del Turco e pochi mesi dopo, in seguito al terzo EP, La domenica, la band inizia un tour che la porterà a girare in tutta Italia per più di cento date.
Nel frattempo si delinea la formazione de L'Orso che vede, accanto a Mattia Barro e Tommaso Spinelli, presenti fin dal primo EP, Gaia D'Arrigo e Giulio Scarano.
Nell'aprile 2013 esce L'orso, il primo disco ufficiale della band che si esibisce in più di duecento concerti, coprendo quasi tutta la penisola, e approdando anche in due importanti città europee come Parigi e Bruxelles.
Dopo aver dato vita nell'autunno del 2013 a una campagna MusicRaiser per organizzare una data al Teatro Oscar di Milano con un'orchestra di trenta elementi, esce il singolo su vinile Ti augurerei il male / Quanto lontano abiti contenente un'inedita versione di "Quanto lontano abiti" in collaborazione con il rapper Mecna e, un mese dopo, il quarto EP, Il tempo passa EP (outtakes e inediti).
Nel 2014 viene annunciato il cambio di formazione che vede Tommaso Spinelli e Giulio Scarano abbandonare la band e Francesco Paganelli, Omar Assadi e Niccolò Bonazzon entrare a farne parte.
Il secondo disco de L'orso, Ho messo la sveglia per la rivoluzione, è uscito il 3 febbraio 2015, anticipato dal singolo Giorni migliori che, uscito il 15 dicembre 2015, è riuscito a piazzarsi al dodicesimo posto assoluto della classifica dei singoli più venduti su iTunes, raggiungendo il primo posto nella classifica Alternative..
Nel 2016 annunciano di essersi presi una pausa a tempo indeterminato, per poi annunciare il proprio scioglimento sui social lo stesso anno.

## Formazione

### Ultima
- Mattia Barro - voce, chitarra (2011-2016)
- Omar Assadi - chitarra, voce (2014-2016)
- Francesco Paganelli - basso, voce (2014-2016)
- Niccolò Bonazzon - batteria (2014-2016)

### Ex componenti
- Tommaso Spinelli - basso, voce (2011-2014)
- Christian Tonda - chitarra (2011-2012)
- Gaia D'Arrigo - synth, violino, tastiere, cori (2011-2016)
- Davide Lelli - tromba, percussioni, melodica (2011-2012)
- Giulio Scarano - batteria (2012-2014)

## Discografia

### Album
- 2013 - L'orso (Garrincha Dischi)
- 2015 - Ho messo la sveglia per la rivoluzione (Garrincha Dischi)
- 2016 - Un luogo sicuro (Garrincha Dischi)

### EP
- 2011 - L'adolescente (autoprodotto, ristampato nello stesso anno da Garrincha Dischi)
- 2011 - La provincia (Garrincha Dischi)
- 2012 - La domenica (Garrincha Dischi)
- 2014 - Il tempo passa (outtakes e inediti) (Garrincha Dischi)
- 2016 - Un luogo sicuro remixes (Garrincha Dischi)

### Singoli
- 2014 - Ti augurerei il male/Quanto lontano abiti (feat. Mecna) (12") (Garrincha Dischi)
- 2014 - Giorni migliori/Lui lei (Garrincha Dischi)
- 2015 - Il tempo ci ripagherà (Garrincha Dischi)
- 2015 - I buoni propositi (Garrincha Dischi)

### Inediti e collaborazioni
- Serenata Rap - cover di Jovanotti, da Il Cantanovanta Vol.1 (2011, Garrincha Dischi)
- Luglio - cover di Riccardo Del Turco, da  Il Calendisco (2012, Garrincha Dischi)
- Maiale - cover de Lo Stato Sociale, da Turisti della democrazia Deluxe Edition  (2012, Garrincha Dischi)
- Amarsi un po' feat. Magellano, Lo Stato Sociale, Matteo Costa - cover di Lucio Battisti (2014, Garrincha Dischi)
- La canzone dell'ukulele feat. Magellano, da Calci in culo (2014, Garrincha Dischi)
- Un altro giorno - cover di Nesli, da Garrincha Mixtape Vol.2 (2014, Garrincha Dischi)
- Rock & Roll Robot- cover di Alberto Camerini, da Post-Remixes Vol.2 (2015, La Valigetta)[5]